# نعومي مكلور غريفيث
ناعومي ماكلور-غريفيث (Naomi McClure-Griffiths) هي عالمة فيزياء فلكية وفلكية راديوية أسترالية من مواليد الولايات المتحدة، وُلدت في 11 يوليو 1975. اكتشفت ذراعًا حلزونيًا جديدًا في مجرة درب التبانة في عام 2004. حصلت في عام 2006 على "جائزة مالكولم ماكينتوش من رئيس الوزراء للعلماء الفيزيائيين"، وفي عام 2015 كُرِّمت على أبحاثها في مجال الفيزياء بحصولها على "ميدالية باوسي" من الأكاديمية الأسترالية للعلوم.
وفي عام 2021، مُنحت "زمالة لاورييت الأسترالية"، وفي عام 2022، انتُخبت زميلة في الأكاديمية الأسترالية للعلوم.

## السيرة الذاتية
ولدت نعومي ميليسا مكلور غريفيث يوم 11 يوليو 1975 في أتلانتا جورجيا. والتحقت بكلية أوبرلين حيث درسة اللغة لفرنسية والفيزياء، ثم التحقت عام 1997 بجامعة مينيسوتا لدراسة الفيزياء الفلكية. وأثناء دراستها للدكتوراة، شاركت في المسح الدولي لمستوى المجرة، وقادت مسح المستوى الجنوبي لرصد الهيدروجين في مجرة درب التبانة. ثم انتقلت بشكل دائم عام 2001 للأستراليا لتحصل على زمالة دكتوراة في مرفق أستراليا القومي للتلسكوب كزميل هيئة البحوث الأسترالية ببولتون.
درسة نعومي أثناء زمالتها حركة الغازات بين النجوم وكيف أن انفجار النجوم يخلق فقاعات أو قذائف تدفع الغازات خارج المجرة. وفي حركتهم، قد تخلق مداخن من الفراغ، اكتشفت نعومي اثنتين منهم. وواحدة من المداخن التي اكتشفتها نعومي كانت المدخنة الوحيدة المكتشفة التي تتمدد خلال الجزئين العلوي والسفلي لمستوى المجرة. وفي عام 2004، اكتشفت نعومي ذراعًا حلزونيًا جديدًا خلال فترة ما قبل الدكتوراة. كان ذلك الذراع الجديد يظهر في الخرائط السابقة لكن لم يتم تعريفه أو إعطاءه اسمًا مطلقًا. صنعت نعومي نموذجًا حاسوبيًا للتأكيد على وجده وتم التصديق عليه من قبل فريقها. تم تكريم نعومي عام 2006 بجائزة مالكولم مسينتوش كعالمة الفيزياء للعام، وهي واحدة من الجوائز السنوية للعلوم التي تمنحها رئاسة الوزراء. وفي عام 2007، تسلمت جائزة باورهاوس ويزارد من متحف باورهاوس في مرصد سيدني. وشارك فريق نعومي في المجهود العالمي الذي هدف لإكمال خريطة المجال المغناطيسي لمجرة درب التبانة عام 2011. وعام 2015، تركت هيئة البحوث الأسترالية والتحقت بالجامعة الوطنية الأسترالية كمدرس، وأكملت أبحاثها من مرصد جبل سترملو. وفي العام ذاته، قدرت جهودها في الفيزياء بمنحها ميدالية باوزي من الأكاديمية الأسترالية للعلوم.

## روابط خارجية
- قائمة أعمالها على WorldCat